# Alfons Moortgat

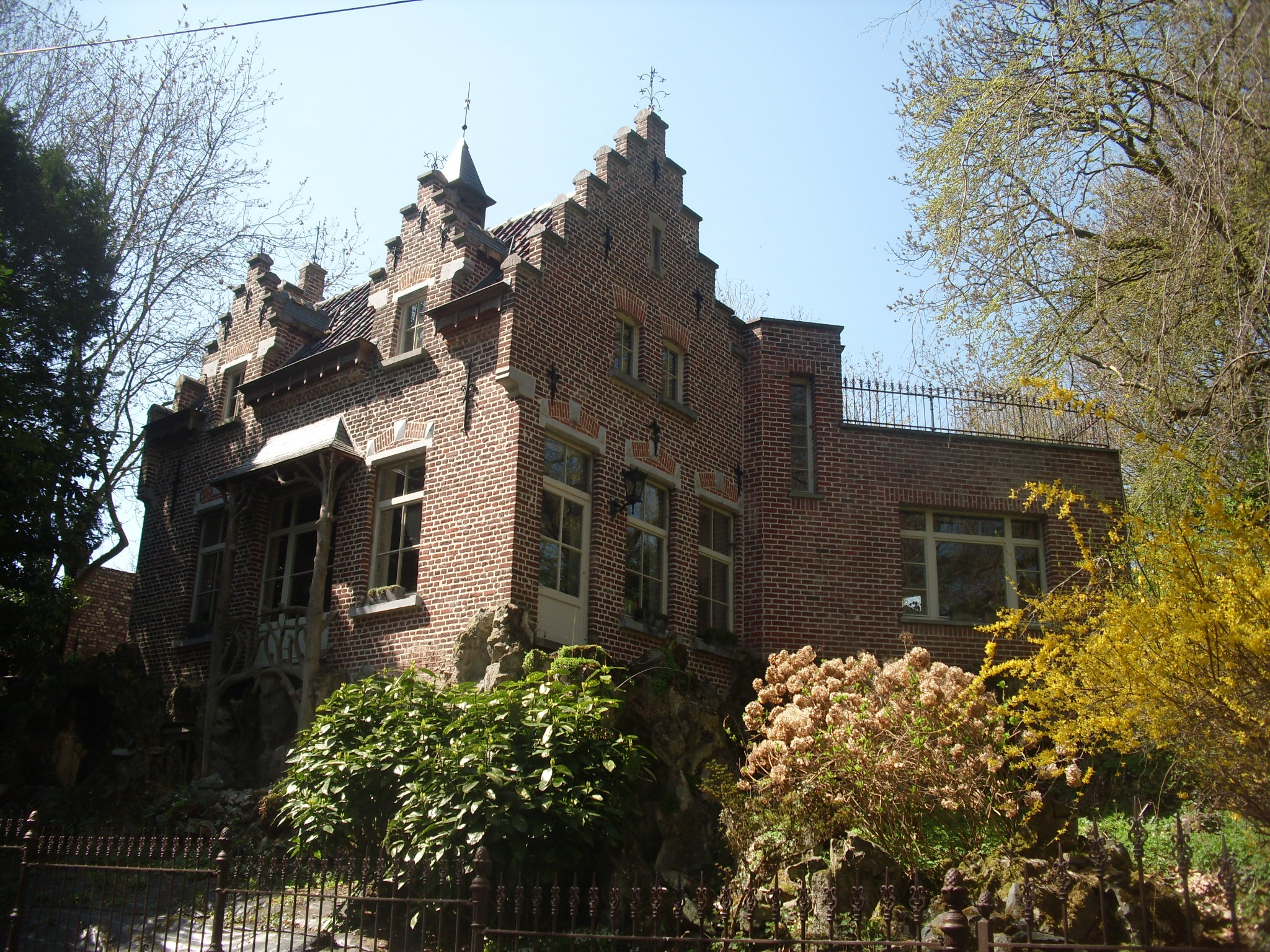
Villa Moortgat (2013)

Alphonsius Josephus Ignatius (Alfons) Moortgat (Opdorp, 8 september 1881 – Tiegem, 4 januari 1962) was een Belgisch letterkundige en componist.
Hij is zoon van Prosper Josephus Moortgat en Maria Julia Cuyckens. Vader was koster-organist te Opdorp, die hem op jonge leeftijd orgelles gaf. Moeder stond bekend als landbouwster. Zijn oom Frans Moortgat was organist in Tienen, ook van hem kreeg Alfons beginles.
Tijdens zijn opleiding aan de humaniora in Tienen was zijn interesse gewekt voor poëzie en volgde een eerste verzenbundel (Uit woud en weide, 1898). Hij verzorgde in de periode ook bijdragen aan literaire tijdschriften.
Hij ging daarin echter niet verder; hij wendde zich tot de muziek. Eerst nam hij (opnieuw) orgellessen bij de organist in Sint-Niklaas en daarna ging hij studeren bij Edgar Tinel, Aloys Desmet en Oscar Depuydt aan het Lemmensinstituut (Interdiocesane Kerkmuziekschool) in Mechelen (1901-1902). Hij maakte de studie niet af maar ging aan het werk als organist in Sint-Genesius-Rode (1902) en Lembeek (1904). Vanaf 1905 was hij te vinden in de basiliek van Halle (Vlaams-Brabant).
Hij stimuleerde daar het muziekleven voornamelijk op religieus gebied, zo richtte hij bijvoorbeeld een knapenkoor op. Van zijn hand kwamen twaalf missen, een tiental bundels met orgelmuziek als ook geestelijke liederen. Robijns/Zijlstra en Roquet benoemden zijn Mariaspel Maria’s leven (1911) voor solisten, koor, orgel en orkest op tekst van Aloïs Walgrave als zijn belangrijkste werk. Voor uitvoeringen van dat werk zou speciaal een zaal gebouwd worden; er wilden 2000 mensen naar toe. Uitvoeringen van dat werk werd een traditie in Halle met tussen 1910 en 1954 om de vijf jaar een uitvoering.
Al dat werk werd hem te zwaar en hij streek in oktober 1919 in Tiegem. Aan de literaire kant stelde hij zijn huis (Villa Albert werd Villa Moortgat ) beschikbaar voor literaire avonden met onder andere Stijn Streuvels, Hugo Verriest, Valerius de Saedeleer, Ernest Claes, Gustave Van de Woestijne en Modest Huys. Muziekwerken leverden hem af en toe prijzen op in West-Vlaanderen (1928 en 1933) als in Frankrijk (Procure Générale de Musique Religieuse, 1923). Zijn Germanismen in het Nederlands uit 1920 (pas uitgegeven in 1925) leverde hem ook een prijs op, ditmaal van de Koninklijke Vlaamse Academie voor Taal- en Letterkunde. Uit de Tiegense periode kwamen De passie van ons heer (openluchtspel op eigen tekst, 1933), De droom van bakker den Booze (zangspel, 1927, tekst J. Ballings) en Het Hongaarsch meisje (zangspel, 1929, L. Loos). Beide zangspelen werden uitgeschreven onder het pseudoniem O. Gomart.
Verder zijn te noemen bijdragen aan Ons Volk Ontwaakt, Dietsche Warande en Belfort en Jong Dietschland. Hij had een eigen uitgeverij, genaamd Florescat.
Tekenen van waardering waren de toekenning van het Pro Ecclesia et Pontifice (1909), de Leopoldsorde (1953) en de Silvesterorde (1956). Oscar Roels droeg zijn Postludium 2 aan hem op (Den vriend A. Moortgat hoogachtend opgedragen). Zijn zoon Gabriël Moortgat schreef in 1974 ter nagedachtenis aan hem: Alfons Moortgat, componist-letterkundige

## Publicaties
- Germanismen in het Nederlandsch'r', 1925.
- Uit woud en weide, poëzie.
- De Passie van Ons Heer, zangspel, 1933.
- Het Hongaarsch meisje, zangspel.